# Malte Ramel (1866–1933)
Malte Ramel, född 21 september 1866 på Viderups slott i Malmöhus län, död 19 juli 1933, var en svensk friherre och godsägare, far till Stig Ramel.
Efter mogenhetsexamen vid Lunds privata elementarskola 1887 (eller 1888) var Ramel förvaltare på Viderup 1893–1917. Han var ägare av Tågarp (i Sireköpinge socken) och från 1917 Viderup. Han var direktör och vice ordförande i Skånska hypoteksföreningen från 1901, vice ordförande vid Alnarps lantbruksinstitut från 1902  och initiativtagare till samt ordförande i Landskrona-Kävlinge-Sjöbo Järnvägs AB från 1917.
Ramel var verkställande direktör för Örtofta sockerbruk, ordförande i Malmöhus läns egnahemsförening, vice ordförande i Malmöhus läns hushållningssällskap och ledamot av egnahemskommittén 1911. Han invaldes som ledamot av Fysiografiska sällskapet i Lund 1908 och i Lantbruksakademien 1919.
Ramel är begravd på Gårdstånga kyrkogård. Han var från 1916 gift med Elsa Nyström (1888–1970), dotter till skulptören Alfred Nyström.